# Glendower Golf Club
De Glendower Golf Club is een Zuid-Afrikaanse golfclub die gevestigd is in Johannesburg.
De golfclub werd in 1935 opgericht en had vanaf het begin een 18 holesbaan. De golfbaan werd ontworpen door de Engelse golfbaanarchitect CH Allison.
Op 7 maart 1937 organiseerde de golfclub met het Transvaal Open Championship haar eerste golftoernooi en die werd gewonnen door Bobby Locke.

## Golftoernooien
- Transvaal Open Championship (1937)
- South African Amateur Strokeplay Championship: 1987 & 2012
- Zuid-Afrikaans Open (1997, 2013-heden)
- BMG Classic (2009-heden)